# Wolfgang Dyroff
Wolfgang Dyroff (* 13. April 1923 in Berga/Elster, Thüringen; † 4. Oktober 2018 in Lilienthal bei Bremen) war ein deutscher Fotograf, Formgestalter und Industriedesigner. Er zählt zu den bedeutsamen ostdeutschen Industriedesignern. Vor allem ab den 1950er-Jahren schuf er zahlreiche Innovationen.

## Leben und Wirken

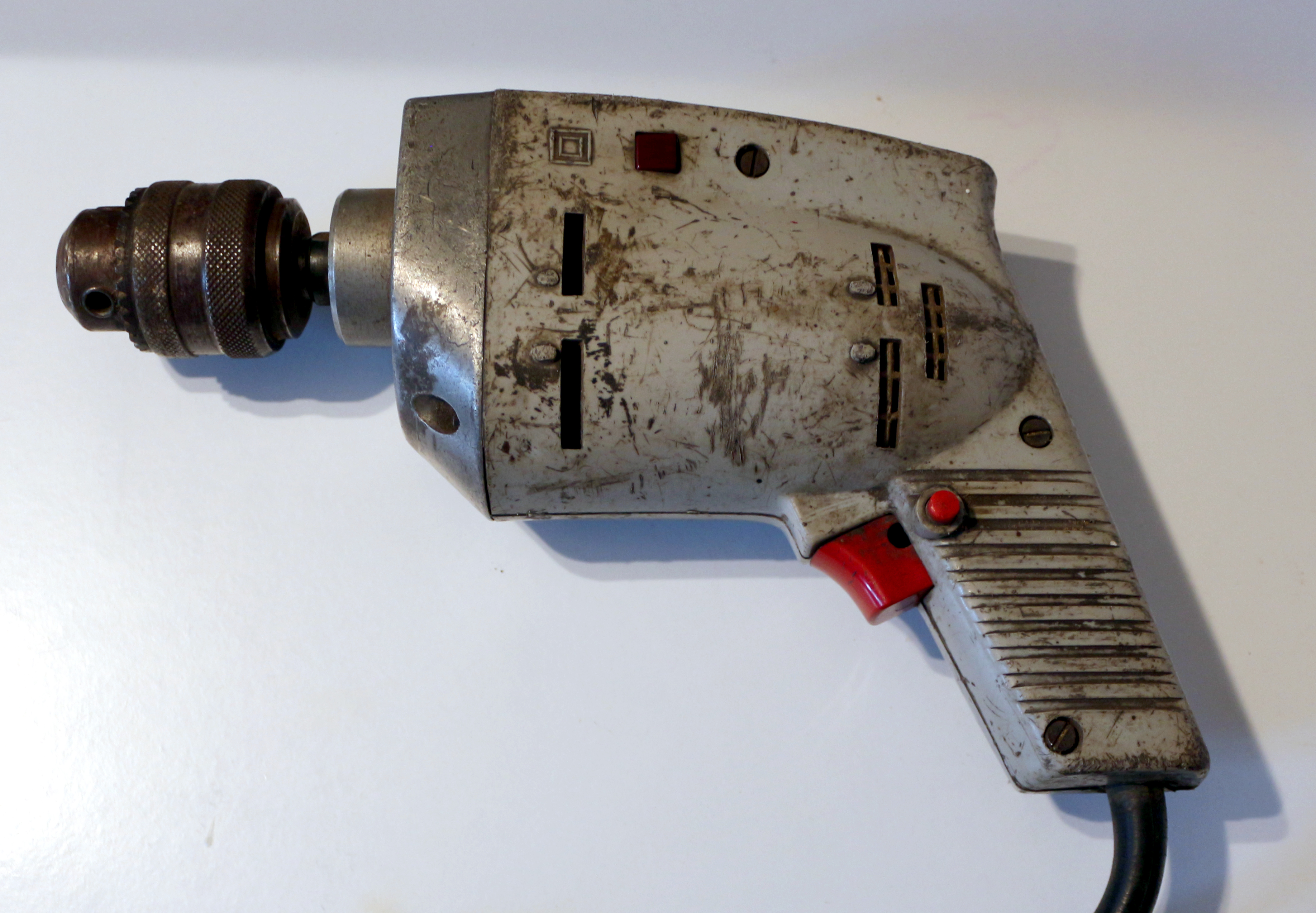
Handbohrmaschine HBM 250 Multimax, 1963 von Wolfgang Dyroff entworfen

Dyroff wurde im Jahre 1923 in der thüringischen Landstadt Berga/Elster geboren und wuchs hier sowie später im rund 80 Kilometer entfernten Weimar auf. Dort absolvierte er auch eine Ausbildung als Fotograf und war in dieser Tätigkeit von 1938 bis 1942 aktiv. Nach dem Kriegsdienst von 1942 bis 1945 als Angehöriger des 2. Bataillon Fallschirmjägerregiment 6 war er im Nachkriegsdeutschland in der Arbeitsgemeinschaft von Horst Michel beim Aufbau der Hochschule in Weimar tätig, zu deren ersten Absolventen er nach der kompletten Neustrukturierung gehörte. Noch während dieser Zeit beschäftigte er sich oftmals mit der Entwicklung von Spielzeugen, hauptsächlich aus Holz, wobei er unter anderem unter der Betreuung Michels einen Eisenbahnbaukasten (1948) und einen Baukasten mit Pferden und Stallungen (ebenfalls 1948) kreierte. Gleich im Anschluss begann er unter Michel ein Studium in der Klasse für Industrielle Formgebung an der Hochschule für Baukunst und bildende Künste, so der damalige Name der Bauhaus-Universität Weimar. Sein Diplomentwurf war dabei eine als Leselampe gedachte höhenverstellbare Stehleuchte mit einem großen Glaskörper unter einem Eisenschirm (IG 0722 / Kartei).
Nach dem Studium wurde er als wissenschaftlicher und künstlerischer Mitarbeiter an der Weimarer Hochschule aufgenommen, wobei er für den Bereich der Bau-, Möbel- und Fahrzeugbeschläge am Institut für industrielle Formgebung (ab 1953 Institut für Innengestaltung) abermals unter Horst Michel aktiv war. Vor allem in seiner Anfangszeit entwarf Dyroff zahlreiche Möbelbeschläge und Türdrücker für die DDR-Produktion und tätigte im Jahr 1953 eine Sortimentsbereinigung von Bau- und Möbelbeschlägen. Als besonders herausragend wird ein geschwungener Türdrücker (Inv.-Nr. IG 1246) bezeichnet, den Wolfgang Dyroff im Jahre 1956 speziell für ein Labor entwickelt hat und der es ermöglichte, Türen mit dem Unterarm zu öffnen. Ebenfalls in diesem Jahre entwarf er für den VEB Döbelner Beschläge und Metallwerke die MIXETTE, einen Standmixer, der im darauffolgenden Jahr mit dem Designpreis Gute Form ausgezeichnet wurde.
Noch während seiner Zeit am Institut für Innengestaltung startete der Thüringer seine Zusammenarbeit mit der Automobilindustrie und entwarf zahlreiche Elemente, die später in bzw. an tausenden Kraftfahrzeugen zu finden waren. So unter anderem ein Armaturenbrett (Inv.-Nr. IG 0560) für den Wartburg oder den Autotürgriff (Inv.-Nr. IG 0552) für die erste Trabant-Modellreihe, den Trabant P 50. 1959 zog Dyroff mit seiner Familie nach Berlin. Im selben Jahr war er neben dem Pionier moderner Textilgestaltung nach dem Zweiten Weltkrieg, Erich Pansold, dem ebenfalls bedeutenden Industriedesigner Rudi Högner, dem VEB Kunstlederwerk Coswig, dem VEB Möbelbeschläge Luckenwalde und den Rathenower Optischen Werken (ROW) einer der ersten Preisträger der durch das Ministerium für Kultur der DDR vergebenen Goldmedaille „Für hervorragende Formgebung“ für Gebrauchsgegenstände industrieller Herkunft. Bis 1963 war er als künstlerischer Mitarbeiter am Institut für angewandte Kunst Berlin tätig.
Ab 1963 war er am neugegründeten Zentralinstitut für Formgestaltung als wissenschaftlicher Mitarbeiter aktiv und entwarf in dieser Zeit unter anderem auch das Design der Handbohrmaschine HBM 250Multimax des VEB Werkzeugkombinat Schmalkalden, die bis 1989 in dessen Werk in Sebnitz, an der damaligen tschechoslowakischen Grenze, produziert wurde. Ebenfalls 1963 wurde vom VEB Elektrowärme Altenburg, später Omega, der von Wolfgang Dyroff entworfene Handstaubsauger 7000.8 herausgebracht, der in weiterer Folge zwei Millionen Mal produziert wurde und damit rasch zum Verkaufsschlager avancierte. 1972 wechselte er  an das ebenfalls neugegründete Amt für Industrielle Formgestaltung, die staatliche Behörde für Planung, Leitung und Überwachung der industriellen Formgestaltung in der DDR. Dort war er fast bis zur Amtsauflösung am 30. April 1990 tätig und schied erst im Jahre 1988 aus, als er in den Ruhestand ging. In seiner Berliner Zeit entstanden unter anderem diverse Leuchten aus Metall sowie im Jahre 1966 die Schalter- und Steckdosenserie System 80, die der VEB Elektroinstallation Oberlind herstellte und die ab den 1960ern millionenfach unter anderem in DDR-Wohnungs- und Plattenbauten montiert wurde. Bei gleicher Funktionsbreite reduzierte Dyroff die zuvor 1300 Elemente auf lediglich 178. Außerdem entwickelte er die Lampe MODELL P 605, die zum auflagenstärksten Designklassiker auf dem Gebiet der Pendelleuchten der PGH Metalldrücker Halle wurde. Zu seinen späteren Entwürfen gehört unter anderem die Fahrzeugsicherungsleuchte BL 2, die Dyroff in den 1980er Jahren entwarf und die zwischen Juni und September 2014 in der Neuen Sammlung in München ausgestellt war und von der Elektromechanischen Werkstatt Heinz Purschke in Leipzig produziert wurde.
Dyroff war u. a. 1958/1959, 1962/1963 und 1972/1973 auf der Vierten und Fünften Deutsche Kunstausstellung und der VII. Kunstausstellung der DDR in Dresden vertreten.
Zuletzt (Stand: September 2015) lebte Wolfgang Dyroff 92-jährig in der Erich-Lodemann-Straße in seiner Wahlheimat Berlin. In der Sammlung Industrielle Gestaltung befinden sich unter anderem Entwürfe Dyroffs. Die 1948 entworfene Studienarbeit mit den Pferden und Stallungen inklusive Gattern und Bauer ging nie in Produktion. Erst nachdem Dyroff seinen originalen Entwurf Günter Höhne geschenkt hatte, startete dieser in Zusammenarbeit mit einem erzgebirgischen Kunsttischler ab den Jahren 2014/15 eine Kleinproduktion.

## Zitat
„Mich hat stets umgetrieben, was der amerikanische Designpionier Raymond Loewy einmal sinngemäß so ausgedrückt hat: „Einen Traktor zu gestalten, ist kein so großes Problem. Aber eine Nähnadel besser zu machen!““

## Ehrungen
- 1958: Goldmedaille für Design des Ministeriums für Kultur
- 1983: Verdienstmedaille der DDR